# Union, Missouri
Union är administrativ huvudort i Franklin County i Missouri. Orten grundades år 1826 och countyts huvudort flyttades dit från Newport. Beslutet om att flytta countyts huvudort togs redan 1825 och motiveringen var att läget var centralt i förhållande till resten av countyt.